# تشارلز إف. أوغدن
تشارلز إف. أوغدن هو محامي وسياسي أمريكي، ولد في 4 فبراير 1873، وتوفي في 10 أبريل 1933 في لويفيل في الولايات المتحدة. نشط حزبياً في الحزب الجمهوري. وقد انتخب عضو مجلس النواب الأمريكي ‏.